# Le Lion d'Or

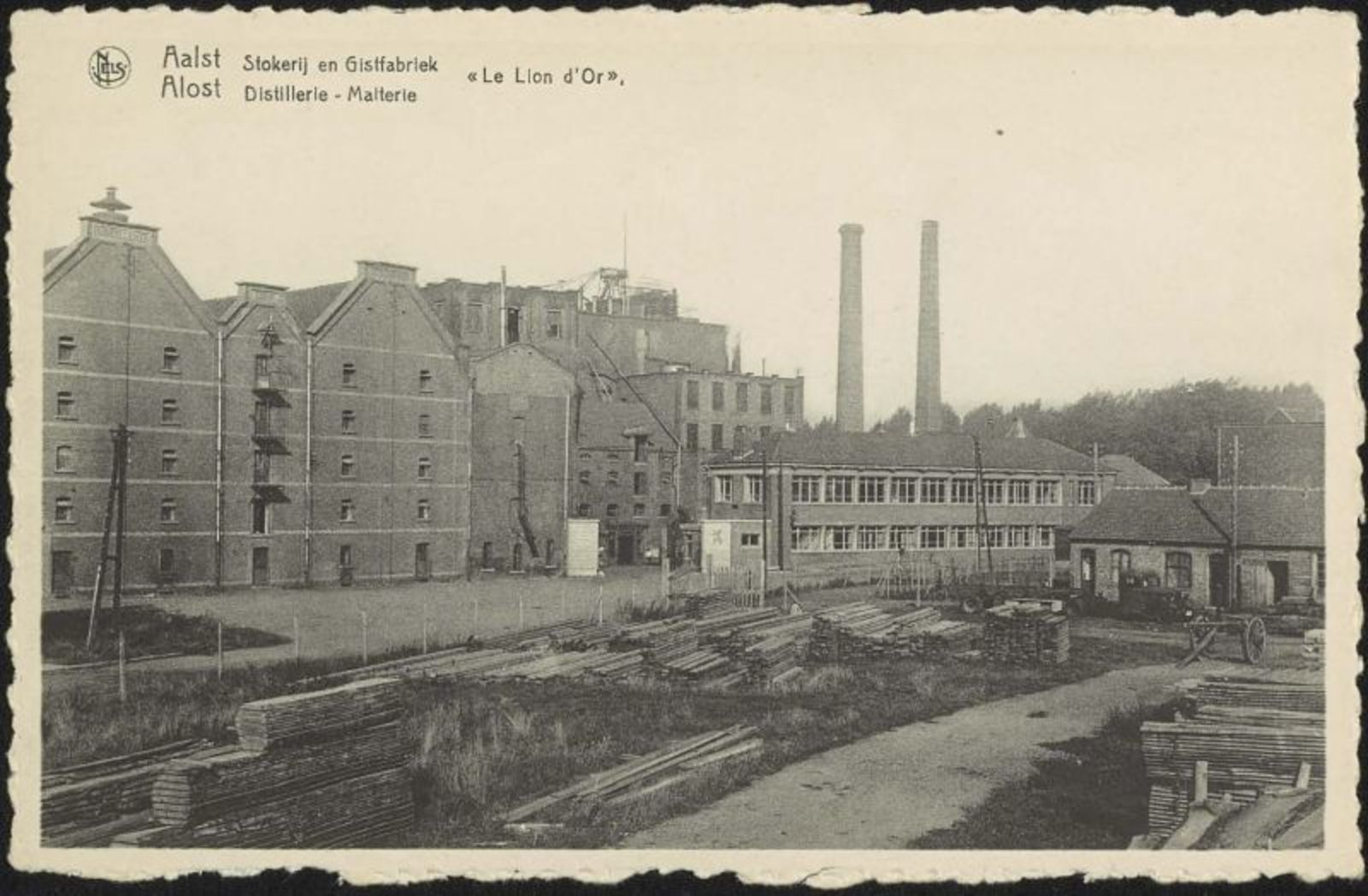
Oude postkaart van Le Lion d'Or

Le Lion d’Or was een groot bedrijf met jeneverstokerij in Aalst, dat terugging tot 1731. Het was de grootste stokerij die Aalst ooit heeft gekend.

## Geschiedenis

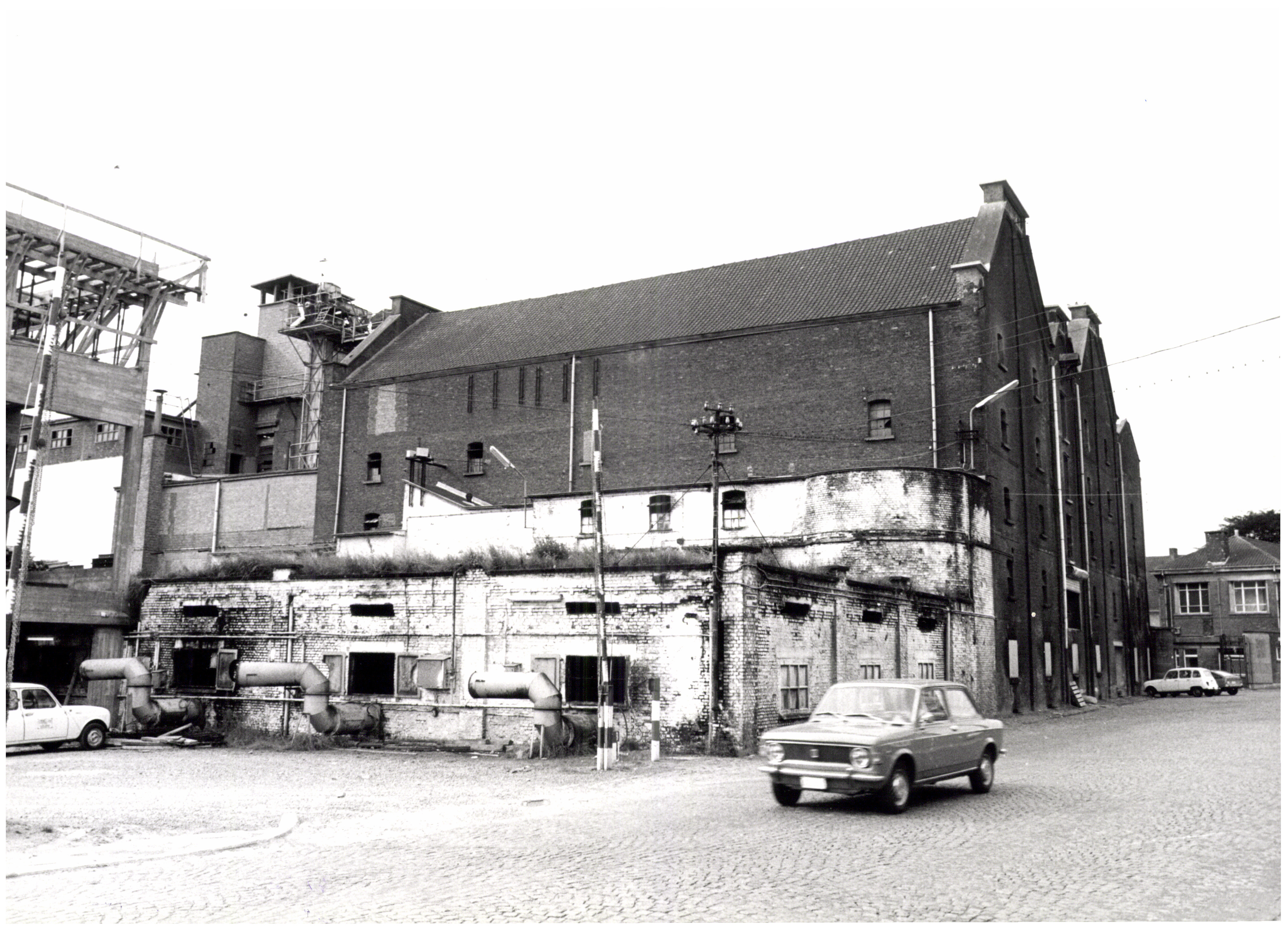
De gebouwen in 1974

De stokerij werd opgericht in 1731. Ze stond eerst gekend als de hoeve van Popperode en vanaf 1775 als Het Verbrand Hof. Men noemde ze ook Hof Van Assche of stokerij Van Assche, naar de stichter-stoker Karel Lodewijk van Assche.
In 1895 werden Jacques de La Kethulle de Ryhove en Eugène de Hemptinne eigenaar, dit zijn twee adellijke families. Het bedrijf werd omgedoopt tot Le Lion d’Or. Dit bedrijf omvatte naast de jeneverstokerij een mouterij en een gistfabriek. Er werden ook ossen vetgemest.
In 1905 nam Le Lion D'or deel aan Exposition universelle et internationale de Liège.
Na een grote uitbreiding gedurende het voorgaande jaar, zou in 1906 de jaarproductie “1,1 miljoen liter jenever van 52°” hebben bedragen.
Tijdens de Eerste Wereldoorlog bleef Le Lion d’Or operationeel, om de Duitse soldaten van jenever te voorzien. Na afloop van de oorlog ontstond daarom een schandaal. Men veroordeelde de praktijken van “genevermarchand” Eugène de Hemptinne, waarbij kostbare voedingsmiddelen – zoals aardappelen – aan de lokale bevolking werden onttrokken ten gunste van de Duitse bezetter.
Tijdens de Tweede Wereldoorlog valt de stokerij stil. Na de oorlog wordt de stokerij terug opgestart, maar meningsverschillen tussen de families leiden in 1948 tot een definitieve stopzetting van de jeneverproductie, de gistfabricatie en de vetmesterij van ossen. Het bedrijf legde zich toe op moutverwerking en de productie van veevoeder. In 1964 stopte ook de productie van veevoeder. Alleen de mouterij bleef nog actief.
Het ging steeds slechter met het bedrijf. In 1977 sloot het definitief.
Likeur- en wijnhandel De Moor produceert in 2024 nog een graanjenever met het oude label Lion d’Or, ter ere van de vroegere stokerij. Het is echter Distilleerderij Van der Schueren die vandaag gevestigd is waar vroeger Le Lion d'Or was en de distilleeractiviteit terug brengt naar die kant van de stad.

## Gebouwen
De gebouwen ondergingen in de loop van de tijd talloze wijzigingen. 
In 1974 werd de fabrieksschouw vernietigd met dynamiet.
De stad Aalst kocht de gebouwen in 1988. Alles werd gesloopt om plaats te maken voor het industrieterrein Le Lion d’Or, met uitzondering van de kantoorgebouwen aan de straatkant. Deze laatste gebouwen werden verkocht in 2020.

## Verder lezen
- Jos Depryck, Geschiedenis van de Aalsterse brouwerijen, Jos Depryck, 2013